# Milson Coutinho
Milson de Souza Coutinho (Coelho Neto, 9 de março de 1939 — São Luís, 3 de agosto de 2020) foi um advogado, jornalista, professor, ensaísta, historiador, procurador e magistrado maranhense. Foi membro da Academia Maranhense de Letras, tendo sido eleito em 10 de setembro de 1981 e empossado em 13 de maio de 1982, sucedendo Erasmo Dias e sendo recepcionado pelo escritor Jomar Moraes. 

## Biografia
Fez o curso primário no Grupo Escolar Coelho Neto, da cidade do mesmo nome (1949/1952); cursos ginasial e científico no Liceu Maranhense (1954/1961); bacharel em Direito pela Universidade Federal do Maranhão, tendo colado grau em 19 de dezembro de 1972.
Redator do Jornal Pequeno, do Diário da Manhã, de O Imparcial, Jornal do Dia e do Diário do Norte, no período de (1959/1970). Colaborador de O Estado do Maranhão e de O Debate. Assessor de Imprensa da Prefeitura de São Luís (1967/1969).
Diretor do Arquivo Público do Estado do Maranhão, no Governo Luiz Rocha; assessor jurídico das prefeituras dos municípios de Pedreiras, Buriti, Duque Bacelar, Caxias, Coelho Neto, Coroatá e Lago do Junco (1973/1978); Fiscal de Rendas, por concurso, da Prefeitura de São Luís, 1969; Procurador dos Feitos da Fazenda Pública do Município de São Luís.

## Política e Carreira
Foi suplente de Vereador, pelo PDS, no município de Pedreiras (82/86); suplente de Deputado Estadual (1967/1971); Procurador-Geral da Câmara Municipal de São Luís (1993); Procurador efetivo do Estado de (1968/1992); Subprocurador-Geral do Estado e Procurador-Geral do Estado em substituição (1993); Assessor jurídico da Assembleia Estadual Constituinte (1989); Consultor Jurídico das Câmaras Municipais Constituintes de São Luís e Caxias (1990). Desembargador do Tribunal de Justiça do Maranhão pelo quinto constitucional (1994) e aposentado em 2009.
Vice-Presidente e Presidente do Tribunal Regional Eleitoral do Maranhão, em (1997) e entre (1998/1999). Membro do Colégio Brasileiro de Presidentes dos TREs (1998/1999); Vice-Presidente do Tribunal de Justiça (2001/2002); Presidente, biênio (2004/2005). Membro do Colégio Brasileiro de Presidentes dos Tribunais de Justiça, de (2004/2005).

## Morte
Faleceu aos 81 anos, no dia 3 de agosto de 2020, na cidade de São Luís, vitimado por uma parada cardiorrespiratória. 

## Obras
- Atualidades do Padre Vieira – O Poder Judiciário no Maranhão (1978)
- Apontamentos para a História Judiciária de Coroatá (1978)
- Apontamentos para a História Judiciária do Maranhão (1979)
- Apontamentos para a História do Maranhão (1980)
- A Revolta de Bequimão (1984)
- A cidade de Coelho Neto na História do Maranhão (1984)
- O Maranhão no Senado (1985)
- Imperatriz: subsídios para a História da cidade (1985)
- Sarney – Apontamentos para a vida e obra do chefe liberal (1986)
- História do Tribunal de Justiça – Colônia, Império, República (1999)
- O magistrado da cidadania e justiça (2002)
- Fidalgos e barões: uma história da nobiliarquia luso-maranhense (2005)[5]
- A Presença do Maranhão na Câmara dos Deputados (1826-2006) (2007)
- Os 390 anos da Câmara Municipal de São Luís (2009)
- Constituições Políticas do Estado do Maranhão  (2009)